# Batalla de Cícico
La batalla de Cícico tuvo lugar en 410 a. C. durante la guerra del Peloponeso. En la batalla, una flota ateniense comandada por Alcibíades, Trasíbulo y Terámenes destruyó completamente una flota espartana mandada por Míndaro. La victoria permitió a Atenas recobrar el control sobre un número de ciudades del Helesponto. Tras la derrota, los espartanos hicieron una oferta de paz, que los atenienses rechazaron.

## Preludio
Como consecuencia de la victoria ateniense en Abidos en noviembre de 411 a. C., el almirante espartano Míndaro fue enviado a Esparta a por refuerzos y empezó a trabajar con el sátrapa persa Farnabazo II para planear una nueva ofensiva. Los atenienses, mientras tanto, eran incapaces de continuar con sus victorias, desde que la reducción del tesoro ateniense impidió ninguna operación importante. Así, antes de la primavera de 410 a. C., Míndaro había construido una flota de ochenta barcos, y con el apoyo de las tropas de Farnabazo, asediaron y tomaron la ciudad de Cícico. La flota ateniense en el Helesponto se retiró a su base de Sestos a Cardia para evitar la superior fuerza espartana, y Alcibíades, Terámenes y Trasíbulo que habían sido despachados para recaudar dinero con esta fuerza, crearon una flota de 86 barcos. Esta flota, al mismo tiempo que las tropas terrestres bajo Quereas, salió al Helesponto a desafiar a Míndaro.

## La batalla
La fuerza ateniense entró en el Helesponto, y, pasando la base de espartana en Abidos antes de la noche para ocultar su número, estableció una base en la isla de Proconeso (actual isla de Mármara), justo al noroeste de Cícico. Al día siguiente, desembarcaron las fuerzas de Quereas cerca de Cícico. La flota ateniense se dividió; 20 barcos bajo el mando de Alcibíades avanzaron hacia Cícico mientras otras dos divisiones mandadas por Trasíbulo y Terámenes acechaban detrás. Míndaro, viendo una oportunidad de atacar a lo que parecía ser una fuerza infinitamente inferior, partieron hacia ellos con su fuerza entera. 

La estrategia ateniense en Cícico. Izquierda: el señuelo de Alcibíades (azul) atrae a la fuerza espartana (negro) mar adentro. Derecha: Trasíbulo y Terámenes llevan sus escuadrones detrás de los espartanos para cortar su retirada hacia Cícico, mientras Alcibíades vira para enfrentarse a la fuerza perseguidora.

La fuerza de Alcibíades huyó, y los barcos de Míndaro les persiguieron. Cuando ambas fuerzas consiguieron estar fuera del puerto, Alcibíades se volvió frente a Míndaro, y Trasíbulo y Terámenes aparecieron con sus fuerza para aislar su retirada. Míndaro, viendo la trampa, huyó en dirección abierta, hacia una playa al sur de la ciudad, donde Farnabazo estaba situado con sus soldados. La flota espartana sufría pérdidas, y llegó a la orilla con los atenienses pisándoles los talones.
Las tropas de Alcibíades, conduciendo la actividad ateniense, desembarcaron e intentaron empujar a los barcos espartanos mar adentro, con ganchos. Las tropas persas bajo Farnabazo, sin embargo, entraron en la lucha desde la orilla y empezaron a desplazar a los atenienses, que fueron superados en número y lucharon contra adversarios sobre tierra más firme y en el mar. Viendo esto, Trasíbulo desembarcó su fuerza y ordenó a Terámenes que combinara sus tropas con las de Quereas y se uniera a la batalla. Durante un tiempo, Trasíbulo y Alcibíades fueron llevados hacia atrás por fuerzas superiores, pero la llegada de Terámenes y de Quereas cambió la situación; los espartanos y los persas eran derrotados, Míndaro fue muerto. Todos los barcos espartanos fueron capturados salvo los de los aliados siracusanos, que quemaron sus naves cuando se batieron en retirada.

## Secuelas
Como consecuencia de esta victoria dramática, los atenienses tuvieron pleno control de las aguas del Helesponto. Al día siguiente, tomaron Cícico, que se rindió sin luchar. Una carta interceptada de las tropas espartanas abandonada cerca de Cícico decía: «Los barcos han desaparecido. Míndaro está muerto. Los hombres están hambrientos. No sabemos qué hacer». Desmoralizados por la devastación de su flota, los espartanos enviaron una embajada a Atenas tratando de hacer la paz; los atenienses la rechazaron.
En Atenas, el gobierno oligárquico que había gobernado desde 411 a. C., cedió el paso a una democracia restaurada unos pocos meses después de la batalla. Una fuerza expedicionaria bajo Trasilo estaba preparada para reunirse con las fuerzas del Helesponto. Esta fuerza, sin embargo, no partió hasta un año después de la batalla, y aunque los atenienses recapturaron Bizancio al final y continuaron recaudando el tributo de Calcedón, nunca aprovecharon realmente la ventaja que Cícico les había proporcionado. En gran parte, esto era resultado de la incapacidad financiera; incluso después de la victoria, el tesoro ateniense estaba muy presionado para soportar operaciones ofensivas a gran escala. Mientras tanto, los espartanos, con la financiación persa, reconstruyeron su flota rápidamente, y pasaron a socavar la ventaja ateniense. Atenas ganaría solamente una batalla naval más en la guerra, en Arginusas, y su derrota en Egospótamos en 405 a. C. que conduciría al fin de la guerra. Cícico, aunque una victoria dramática, fracasó en traer una ventaja duradera al bando ateniense, y sólo sirvió para posponer el resultado final de la guerra.